# Samí Džábir
Samí Džábir (anglickou transkripcí Sami Al-Jaber, arabsky سامي الجابر‎; * 11. prosince 1972, Rijád) je bývalý saúdskoarabský fotbalový útočník a reprezentant Saúdské Arábie. Účastník tří světových šampionátů (1994, 1998, 2002). Po skončení hráčské kariéry se stal trenérem.
Téměř celou kariéru strávil v saúdskoarabském klubu Al-Hilal FC, pouze v letech 2000–2001 hostoval v anglickém týmu Wolverhampton Wanderers FC. Za saúdskou reprezentaci odehrál 156 zápasů, ve kterých vstřelil 46 gólů.